# Ирмтраут
Ирмтраут (њем. Irmtraut) општина је у њемачкој савезној држави Рајна-Палатинат. Једно је од 192 општинска средишта округа Вестервалд. Према процјени из 2010. у општини је живјело 801 становника. Посједује регионалну шифру (AGS) 7143246.

## Географски и демографски подаци
Ирмтраут се налази у савезној држави Рајна-Палатинат у округу Вестервалд. Општина се налази на надморској висини од 360 метара. Површина општине износи 4,5 km². У самом мјесту је, према процјени из 2010. године, живјело 801 становника. Просјечна густина становништва износи 177 становника/km².